# Championnat des États-Unis des rallyes SCCA ProRally
Le Championnat des États-Unis des rallyes SCCA ProRally s'est disputé de 1973 à 2004.
Il est la première version du championnat, suivie par celle du Championnat des États-Unis des rallyes Rally America en 2005.
Il a été organisé par le Sports Car Club of America (SCCA).

## Épreuves au calendrier durant 32 ans

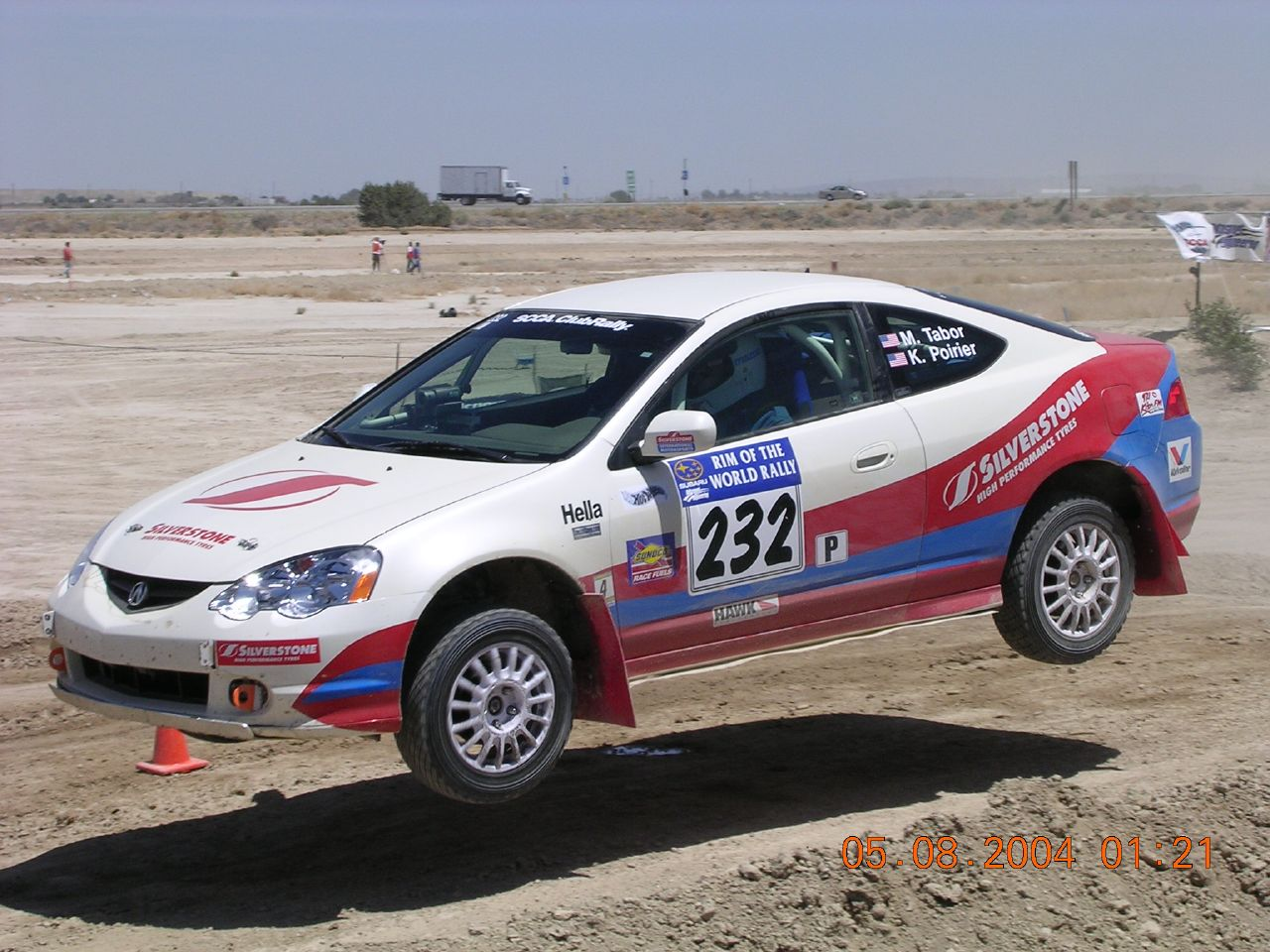
Un compétiteur de la dernière saison 2004, au Rim Of The World Rally.

- Rally in the 100 Acre Wood: 1977 à 1983, et 2002;
- Big Bend Bash: 1973 à 1976, 1978 à 1982, et 1992;
- Cherokee Trails Rally: 2001 et 2002;
- Chisum Trail PRO Rally: 197? à 1982;
- Doo Wops III/IV Rally: 1994 à 1999;
- Lake Superior Rally (LSP, ou LSPR): 1994 à 2004;
- Maine Forest Rally: étés 1994 à 2004, hivers 1991 à 1997, et 2002;
- Nor'Wester Rally: 1973 à 1978, et 1981 à 1986;
- Ojibwe Forests Rally: 1986 à 2004;
- Olympus Rally: 1973 à 1975, et 1980 à 1987;
- Oregon Trail Rally: 1984, et 2000 à 2004;
- Pikes Peak Hillclimb: 2002 à 2004;
- Prescott Forest Rally: 1992 à 2001;
- Press-on-Regardless Rally (P.O.R., prédécesseur du LSPR): 1975, et 1977 à 1993;
- Rim of the World Rally: 1989 à 2004;
- Sand Hills Sandblast Rally: 1994 à 1996;
- Sno*Drift Rally: 1973 à 1975, 1980 et 1981, 1983, et 1997 à 2004;
- Sunriser 400 Forest Rally: 1973 à 1975, 1977 à 1979, 1981, 1984 et 1985, 1987 à 1990, et 1994 à 1996;
- Susquehannock Trail Performance Rally (STP, ou STPR): 1977 à 2004;
- Wild West Rally: 1985, 1987 et 1988, 1993 et 1994, 1996 à 2003.

(nb: chaque année cinq à six épreuves du calendrier ont été sélectionnées pour établir les classements de la Coupe d'Amérique du Nord des rallyes)

## Palmarès
| Année | Pilote              | Copilote         | Constructeur    |
| ----- | ------------------- | ---------------- | --------------- |
| 2004  | Patrick Richard     | Nathalie Richard | Non décerné     |
| 2003  | David Higgins       | Daniel Barritt   | Mitsubishi      |
| 2002  | David Higgins       | Steve Turvey     | Hyundai         |
| 2001  | Mark Lovell         | Frank Cunningham | Subaru          |
| 2000  | Paul Choiniere (10) | Jeff Becker      | Hyundai         |
| 1999  | Noël Lawler         | Charles Bradley  | Hyundai         |
| 1998  | David Summerbell    | Michael Fennell  | Hyundai         |
| 1997  | Paul Choiniere      | Jeff Becker      | Hyundai         |
| 1996  | Paul Choiniere      | Jeff Becker      | Hyundai         |
| 1995  | Paul Choiniere      | Jeff Becker      | Mitsubishi      |
| 1994  | Paul Choiniere      | Jeff Becker      | Audi            |
| 1993  | Paul Choiniere      | Jeff Becker      | Audi            |
| 1992  | Paul Choiniere      | Jeff Becker      | Audi            |
| 1991  | Chad DiMarco        | Erick Hauge      | Audi            |
| 1990  | Paul Choiniere      | Cal Coatsworth   | Audi            |
| 1989  | Rod Millen          | Tony Sircombe    | Mazda           |
| 1988  | Rod Millen          | Harry Ward       | Mazda           |
| 1987  | John Buffum (11)    | Tom Grimshaw     | Audi            |
| 1986  | John Buffum         | Tom Grimshaw     | Audi            |
| 1985  | John Buffum         | Tom Grimshaw     | Mazda           |
| 1984  | John Buffum         | Bob Kraushaar    | Audi            |
| 1983  | John Buffum         | Doug Shepherd    | Audi            |
| 1982  | John Buffum         | Doug Shepherd    | Audi            |
| 1981  | Rod Millen          | Bob Kraushaar    | Mazda           |
| 1980  | John Buffum         | Doug Shepherd    | Triumph         |
| 1979  | John Buffum         | Mark Howard      | Datsun          |
| 1978  | John Buffum         | Doug Shepherd    | Datsun          |
| 1977  | John Buffum         | Vicki Dykema     | Chrysler Datsun |
| 1976  | Hendrik Blok        | Erick Hauge      | Datsun          |
| 1975  | John Buffum         | Vicki Dykema     | Datsun          |
| 1974  | Gene Henderson      | Ken Pogue        | Non décerné     |
| 1973  | Scott Harvey, Sr.   | Wayne Zitkus     | Non décerné     |